# Włodawski
Włodawski là một huyện thuộc tỉnh Lubelskie của Ba Lan. Huyện có diện tích 1256 km². Đến ngày 1 tháng 1 năm 2011, dân số của huyện là 39316 người và mật độ 31 người/km².